# Darren Rafferty
Darren Rafferty (Dungannon, Reino Unido, 1 de julio de 2003) es un ciclista profesional irlandés que compite con el equipo EF Education-EasyPost.

## Trayectoria
Después de haber sido campeón nacional en nueve ocasiones en cuatro disciplinas diferentes en categorías inferiores, en 2022 dio el salto al profesionalismo con el Hagens Berman Axeon. En su segunda campaña ganó el Giro del Valle de Aosta, fue segundo en el Giro Next Gen y quinto en la Lieja-Bastoña-Lieja sub-23, resultados que le permitieron dar el salto a un conjunto UCI WorldTeam como el EF Education-EasyPost en 2024. En su temporada de debut con el equipo, se proclamó campeón nacional en ruta y se estrenó en una carrera de tres semanas al ser alineado para participar en la Vuelta a España, carrera a la que acudió para ayudar a Richard Carapaz a hacer una buena clasificación general.

## Palmarés
2022
- Strade Bianche sub-23

2023
- Giro del Valle de Aosta

2024
- Campeonato de Irlanda en Ruta

2025
- 3.º en el Campeonato de Irlanda Contrarreloj

## Resultados en Grandes Vueltas
| Carrera | Carrera         | 2022 | 2023 | 2024 | 2025 |
| ------- | --------------- | ---- | ---- | ---- | ---- |
|         | Giro de Italia  | —    | —    | —    | 87.º |
|         | Tour de Francia | —    | —    | —    | —    |
|         | Vuelta a España | —    | —    | 75.º | —    |

―: no participa
Ab.: abandono

## Equipos
- Hagens Berman Axeon (2022-2023)
- EF Education-EasyPost (2024-)